# Facula
En astrogeologia, facula (plural faculae; abr. FA) és una paraula llatina que significa «torxa» que la Unió Astronòmica Internacional (UAI) utilitza per indicar un accident topogràfic sobre una superfície planetària que s'observa com una taca brillant. No correspon necessàriament a una formació geològica concreta i pot ser simplement un tret d'albedo diferenciat. És un terme regulat per la Unió Astronòmica Internacional, que assigna els noms de noves faculae en funció dels següents criteris:
- A Ganimedes: llocs associats a mites de l'antic Egipte (ex.: Abydos Facula, a partir de la ciutat d'Abidos, on s'adorava Osiris).
- A Cal·listo: déus i personatges associats amb la neu, el fred i l'aiguaneu dels mites i llegendes nòrdiques (ex.: Kol Facula, a partir de gegant islandès de la neu).
- A Tità: per a faculae individuals, noms d'illes de la Terra que no són estats independents; per a grups de faculae, noms d'arxipèlags (ex.: Elba Facula, Nicobar Faculae).